# Alpine A525
Der Alpine A525 ist der Formel-1-Rennwagen von Alpine für die Formel-1-Weltmeisterschaft 2025. Es ist das fünfte Formel-1-Auto, das Alpine seit der Umbenennung von Renault einsetzt. Er wird von Pierre Gasly und seit dem Großen Preis der Emilia-Romagna auch von Franco Colapinto gefahren. Bis zum vorherigen Großen Preis von Miami war Jack Doohan der zweite Fahrer des Teams.

## Technik und Entwicklung
Wie alle Formel-1-Fahrzeuge des Jahres 2025 ist der Alpine A525 ein hinterradangetriebener Monoposto mit einem Monocoque aus kohlenstofffaserverstärktem Kunststoff (CFK). Außer dem Monocoque bestehen auch viele weitere Teile des Fahrzeugs, darunter die Karosserieteile und das Lenkrad, aus CFK. Auch die Bremsscheiben sind aus einem mit Kohlenstofffasern verstärkten Verbundwerkstoff.
Der A525 ist das Nachfolgemodell des Alpine A524.
Angetrieben wird der A525 von einem 1,6-Liter-V6-Motor von Scuderia Ferrari in der Fahrzeugmitte mit Turbolader sowie einem 120 kW starken Elektromotor; es ist also ein Hybridelektrokraftfahrzeug. Die Kraft überträgt ein sequentielles, mit Schaltwippen betätigtes Achtganggetriebe. Das Fahrzeug hat nur zwei Pedale, ein Gaspedal (rechts) und ein Bremspedal (links). Genau wie viele andere Funktionen wird die Kupplung, die nur beim Anfahren aus dem Stand gebraucht wird, über einen Hebel am Lenkrad bedient.
Das Fahrzeug ist 2000 mm breit, 970 mm hoch und mehr als 5000 mm lang. Das Gewicht beträgt seit diesem Jahr einschließlich Fahrer 800 kg. Der Wagen hat 305 mm breite Vorderreifen und 405 mm breite Hinterreifen des Einheitslieferanten Pirelli auf 18-Zoll-Rädern.
Der A525 verfügt, wie alle Formel-1-Fahrzeuge seit 2011, über ein Drag Reduction System (DRS), das durch Flachstellen eines Teils des Heckflügels den Luftwiderstand des Fahrzeugs auf den Geraden verringert, wenn es eingesetzt werden darf. Auch das DRS wird mit einem Schalter am Lenkrad des Wagens aktiviert.
Der A525 ist mit dem Halo-System ausgestattet, das einen zusätzlichen Schutz für den Kopf des Fahrers bietet.

## Lackierung und Sponsoring
Alpine enthüllte den Wagen bei der Veranstaltung F1 75 Live am 18. Februar 2025. Die Lackierung des Wagens ähnelte weitgehend der des Alpine A521, mit der Rückkehr der nationalen französischen Rennfarbe Bleu de France und der rosa Akzentuierung des BWT-Schriftzugs auf den Seitenkästen und der Front des Wagens. Weitere Sponsoren sind Binance, Eni, MercadoLibre, Microsoft und MSC.

## Ergebnisse

### Vereinfachte Darstellung
| Fahrer                          | Nr.                             | 1   | 2     | 3  | 4  | 5   | 6     | 7  | 8   | 9  | 10 | 11 | 12  | 13    | 14 | 15 | 16 | 17 | 18 | 19 | 20 | 21 | 22 | 23 | 24 | Punkte | Rang |
| ------------------------------- | ------------------------------- | --- | ----- | -- | -- | --- | ----- | -- | --- | -- | -- | -- | --- | ----- | -- | -- | -- | -- | -- | -- | -- | -- | -- | -- | -- | ------ | ---- |
| Formel-1-Weltmeisterschaft 2025 | Formel-1-Weltmeisterschaft 2025 |     |       |    |    |     |       |    |     |    |    |    |     |       |    |    |    |    |    |    |    |    |    |    |    | 20     | 10.  |
| P. Gasly                        | 010                             | 11  | DSQ12 | 13 | 7  | DNF | 138   | 13 | DNF | 8  | 15 | 13 | 6   | 10DNF |    |    |    |    |    |    |    |    |    |    |    | 20     | 10.  |
| J. Doohan                       | 07                              | DNF | 1320  | 15 | 14 | 17  | DNF16 |    |     |    |    |    |     |       |    |    |    |    |    |    |    |    |    |    |    | 20     | 10.  |
| F. Colapinto                    | 043                             |     |       |    |    |     |       | 16 | 13  | 15 | 13 | 15 | DNS | 19    |    |    |    |    |    |    |    |    |    |    |    | 20     | 10.  |

| Legende  | Legende            | Legende                                                          |
| Farbe    | Abkürzung          | Bedeutung                                                        |
| -------- | ------------------ | ---------------------------------------------------------------- |
| Gold     | –                  | Sieg                                                             |
| Silber   | –                  | 2. Platz                                                         |
| Bronze   | –                  | 3. Platz                                                         |
| Grün     | –                  | Platzierung in den Punkten                                       |
| Blau     | –                  | Klassifiziert außerhalb der Punkteränge                          |
| Violett  | DNF                | Rennen nicht beendet (did not finish)                            |
| Violett  | NC                 | nicht klassifiziert (not classified)                             |
| Rot      | DNQ                | nicht qualifiziert (did not qualify)                             |
| Rot      | DNPQ               | in Vorqualifikation gescheitert (did not pre-qualify)            |
| Schwarz  | DSQ                | disqualifiziert (disqualified)                                   |
| Weiß     | DNS                | nicht am Start (did not start)                                   |
| Weiß     | WD                 | zurückgezogen (withdrawn)                                        |
| Hellblau | PO                 | nur am Training teilgenommen (practiced only)                    |
| Hellblau | TD                 | Freitags-Testfahrer (test driver)                                |
| ohne     | DNP                | nicht am Training teilgenommen (did not practice)                |
| ohne     | INJ                | verletzt oder krank (injured)                                    |
| ohne     | EX                 | ausgeschlossen (excluded)                                        |
| ohne     | DNA                | nicht erschienen (did not arrive)                                |
| ohne     | C                  | Rennen abgesagt (cancelled)                                      |
| ohne     | keine WM-Teilnahme |                                                                  |
| sonstige | P/fett             | Pole-Position                                                    |
| sonstige | 1/2/3/4/5/6/7/8    | Punktplatzierung im Sprint-/Qualifikationsrennen                 |
| sonstige | SR/kursiv          | Schnellste Rennrunde                                             |
| sonstige | *                  | nicht im Ziel, aufgrund der zurückgelegten Distanz aber gewertet |
| sonstige | ()                 | Streichresultate                                                 |
| sonstige | unterstrichen      | Führender in der Gesamtwertung                                   |

### Detaillierte Darstellung inkl. Sprintrennen (SPR) und Hauptrennen (HAU)
| Pos                             | Fahrer       | Nr. | 1   | 2   | 2   | 3   | 4   | 5   | 6   | 6   | 7   | 8   | 9  | 10 | 11 | 12  | 13  | 13 | 14 | 15 | 16 | 17 | 18 | 19 | 19 | 20 | 21 | 21 | 22 | 23 | 23 | 24 | Punkte |
| ------------------------------- | ------------ | --- | --- | --- | --- | --- | --- | --- | --- | --- | --- | --- | -- | -- | -- | --- | --- | -- | -- | -- | -- | -- | -- | -- | -- | -- | -- | -- | -- | -- | -- | -- | ------ |
| Formel-1 Weltmeisterschaft 2025 |              |     |     |     |     |     |     |     |     |     |     |     |    |    |    |     |     |    |    |    |    |    |    |    |    |    |    |    |    |    |    |    |        |
| SPR                             | HAU          | SPR | HAU | SPR | HAU | SPR | HAU | SPR | HAU | SPR | HAU |     |    |    |    |     |     |    |    |    |    |    |    |    |    |    |    |    |    |    |    |    |        |
| 12.                             | P. Gasly     | 10  | 11  | 12  | DSQ | 13  | 7   | DNF | 8   | 13  | 13  | DNF | 8  | 15 | 13 | 6   | DNF | 10 |    |    |    |    |    |    |    |    |    |    |    |    |    |    | 20     |
| 19.                             | J. Doohan    | 7   | DNF | 20  | 13  | 15  | 14  | 17  | 16  | DNF |     |     |    |    |    |     |     |    |    |    |    |    |    |    |    |    |    |    |    |    |    |    | 0      |
| 20.                             | F. Colapinto | 43  |     |     |     |     |     |     |     |     | 16  | 13  | 15 | 13 | 15 | DNS | 19  | 19 |    |    |    |    |    |    |    |    |    |    |    |    |    |    | 0      |

| Legende  | Legende            | Legende                                                          |
| Farbe    | Abkürzung          | Bedeutung                                                        |
| -------- | ------------------ | ---------------------------------------------------------------- |
| Gold     | –                  | Sieg                                                             |
| Silber   | –                  | 2. Platz                                                         |
| Bronze   | –                  | 3. Platz                                                         |
| Grün     | –                  | Platzierung in den Punkten                                       |
| Blau     | –                  | Klassifiziert außerhalb der Punkteränge                          |
| Violett  | DNF                | Rennen nicht beendet (did not finish)                            |
| Violett  | NC                 | nicht klassifiziert (not classified)                             |
| Rot      | DNQ                | nicht qualifiziert (did not qualify)                             |
| Rot      | DNPQ               | in Vorqualifikation gescheitert (did not pre-qualify)            |
| Schwarz  | DSQ                | disqualifiziert (disqualified)                                   |
| Weiß     | DNS                | nicht am Start (did not start)                                   |
| Weiß     | WD                 | zurückgezogen (withdrawn)                                        |
| Hellblau | PO                 | nur am Training teilgenommen (practiced only)                    |
| Hellblau | TD                 | Freitags-Testfahrer (test driver)                                |
| ohne     | DNP                | nicht am Training teilgenommen (did not practice)                |
| ohne     | INJ                | verletzt oder krank (injured)                                    |
| ohne     | EX                 | ausgeschlossen (excluded)                                        |
| ohne     | DNA                | nicht erschienen (did not arrive)                                |
| ohne     | C                  | Rennen abgesagt (cancelled)                                      |
| ohne     | keine WM-Teilnahme |                                                                  |
| sonstige | P/fett             | Pole-Position                                                    |
| sonstige | 1/2/3/4/5/6/7/8    | Punktplatzierung im Sprint-/Qualifikationsrennen                 |
| sonstige | SR/kursiv          | Schnellste Rennrunde                                             |
| sonstige | *                  | nicht im Ziel, aufgrund der zurückgelegten Distanz aber gewertet |
| sonstige | ()                 | Streichresultate                                                 |
| sonstige | unterstrichen      | Führender in der Gesamtwertung                                   |

Anmerkungen
1. ↑  Jack Doohan wurde nach dem Großen Preis von Miami durch Colapinto ersetzt. Zu diesem Zeitpunkt war er auf Platz 19 in der Fahrerwertung.